# Liga Nacional de Básquetbol Femenino 2024
La Temporada 2024 de la Liga Nacional de Básquetbol Femenino es la  63.ª edición del máximo torneo profesional femenino de básquetbol de Paraguay. A diferencia de los años anteriores, la temporada volverá a consistir de dos torneos: el Apertura y el Clausura. El torneo apertura comenzó el 22 de abril de 2024 con un formato de todos contra todos en partidos a ida y vuelta.

El equipo campeón representará a Paraguay en la Liga Sudamericana de Baloncesto Femenino 2025.

## Sistema de campeonato
Al igual que la temporada anterior, los 6 equipos jugarán todos contra todos en dos ruedas, los 4 equipos mejores posicionados avanzan al Final Four donde de vuelta competirán entre todos, luego los dos equipos mejores posicionados pasarán a las Finales.

## Equipos participantes
| Equipo              | Recinto                         | Ciudad   |
| ------------------- | ------------------------------- | -------- |
| Ciudad Nueva        | Polideportivo Luis Fernández    | Asunción |
| Colonias Gold       | Estadio Municipal Ka'a Poty     | Obligado |
| Deportivo San José  | Polideportivo León Condou       | Asunción |
| Félix Pérez Cardozo | Polideportivo Efigenio Gonzalez | Asunción |
| Olimpia Queens      | Polideportivo ODD               | Asunción |
| Sol de América      | Polideportivo Luis Oscar Giagni | Asunción |

## Torneo Apertura
Este torneo arrancó el 22 de abril con 6 equipos participantes quienes jugarán todos contra todos en dos ruedas:

### Primera Etapa
| Pos. | Equipo              | PJ | G  | P  | PF  | PC  | DP   | Pts | Clasificación o descenso  |
| ---- | ------------------- | -- | -- | -- | --- | --- | ---- | --- | ------------------------- |
| 1    | Félix Pérez Cardozo | 10 | 10 | 0  | 863 | 404 | +459 | 20  | Clasificado al Final Four |
| 2    | Olimpia Queens      | 10 | 8  | 2  | 745 | 543 | +202 | 18  | Clasificado al Final Four |
| 3    | Deportivo San José  | 10 | 6  | 4  | 610 | 629 | −19  | 16  | Clasificado al Final Four |
| 4    | Sol de América      | 10 | 4  | 6  | 625 | 673 | −48  | 14  | Clasificado al Final Four |
| 5    | Colonias Gold       | 10 | 2  | 8  | 428 | 720 | −292 | 12  |                           |
| 6    | Ciudad Nueva        | 10 | 0  | 10 | 378 | 680 | −302 | 10  |                           |

 Fuente: www.cpb.com.py

### Final Four
| Pos. | Equipo              | PJ | G | P | PF  | PC  | DP   | Pts | Clasificación o descenso  |
| ---- | ------------------- | -- | - | - | --- | --- | ---- | --- | ------------------------- |
| 1    | Olimpia Queens      | 7  | 6 | 1 | 589 | 443 | +146 | 13  | Clasificado a las Finales |
| 2    | Félix Pérez Cardozo | 7  | 5 | 2 | 569 | 409 | +160 | 12  | Clasificado a las Finales |
| 3    | Deportivo San José  | 6  | 1 | 5 | 359 | 484 | −125 | 7   |                           |
| 4    | Sol de América      | 6  | 1 | 5 | 352 | 533 | −181 | 7   |                           |

 Fuente: www.cpb.com.py

### Finales
| 5 de julio, 20:00 | Olimpia Queens | 51–56   | Félix Pérez Cardozo | Asunción                                  |  |
|                   |                |         |                     |                                           |  |
|                   |                | Reporte |                     | Pabellón: Polideportivo Luis Oscar Giagni |  |

| 7 de julio, 19:30 | Félix Pérez Cardozo | 54–59   | Olimpia Queens | Asunción                                  |  |
|                   |                     |         |                |                                           |  |
|                   |                     | Reporte |                | Pabellón: Polideportivo Efigenio Gonzalez |  |

| 9 de julio, 19:30 | Olimpia Queens | 75–77   | Félix Pérez Cardozo | Asunción                                  |  |
|                   |                |         |                     |                                           |  |
|                   |                | Reporte |                     | Pabellón: Polideportivo Luis Oscar Giagni |  |

### Campeón
|                                       |
| Club Félix Pérez Cardozo 10.mo título |

## Torneo Clausura
Este torneo arrancó el 8 de octubre con 4 equipos participantes quienes jugarán todos contra todos en dos ruedas:

### Primera Etapa
| Pos. | Equipo              | PJ | G | P | PF | PC | DP | Pts | Clasificación o descenso  |
| ---- | ------------------- | -- | - | - | -- | -- | -- | --- | ------------------------- |
| 1    | Félix Pérez Cardozo | 0  | 0 | 0 | 0  | 0  | 0  | 0   | Clasificado a las Finales |
| 2    | Olimpia Queens      | 0  | 0 | 0 | 0  | 0  | 0  | 0   | Clasificado a las Finales |
| 3    | Deportivo San José  | 0  | 0 | 0 | 0  | 0  | 0  | 0   |                           |
| 4    | Sol de América      | 0  | 0 | 0 | 0  | 0  | 0  | 0   |                           |

 Fuente: www.cpb.com.py